# Audi Q6
Информацию о неродственном электромобиле с тем же названием см. в разделе Audi Q6 e-tron .

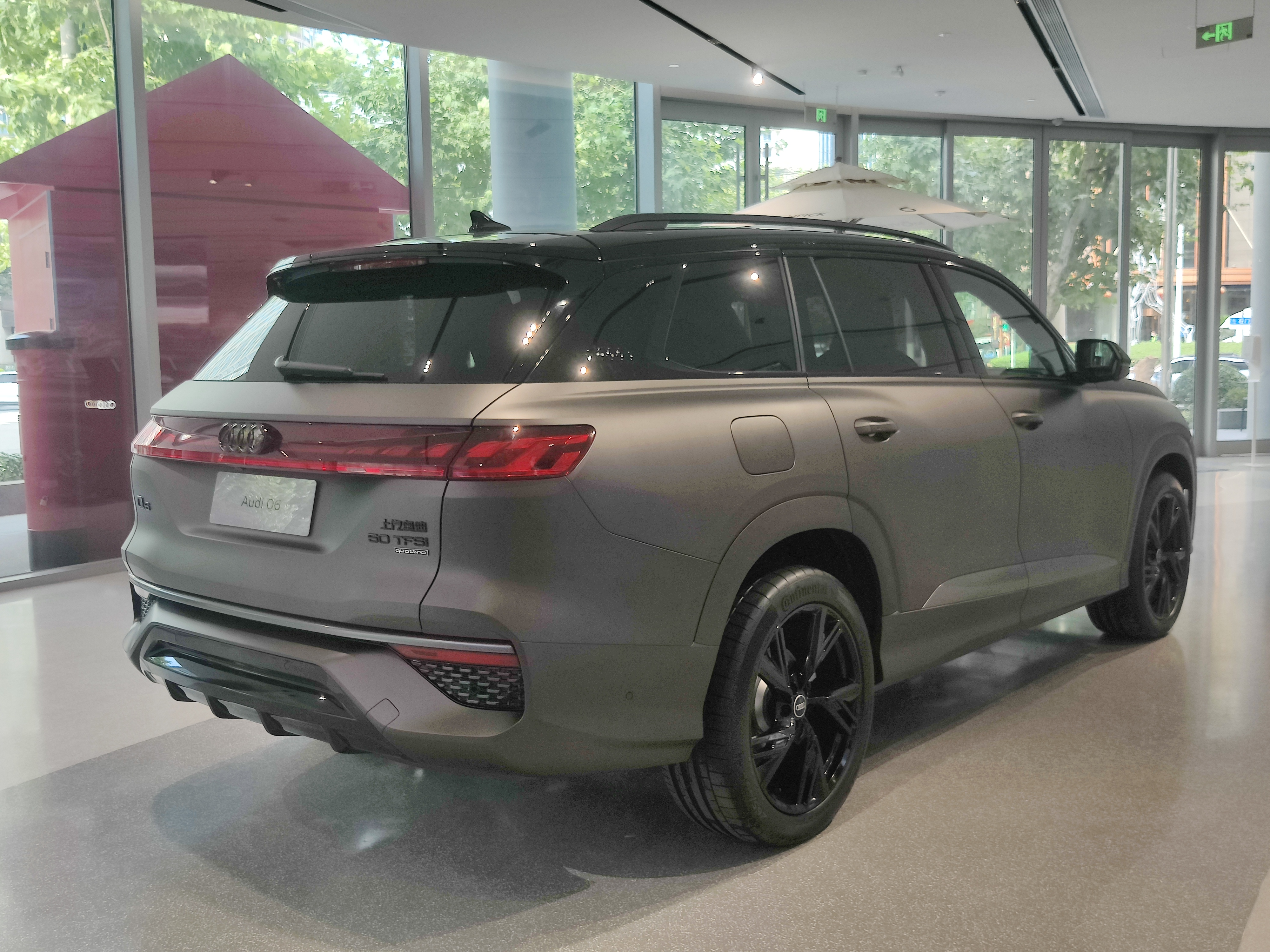
Вид сзади

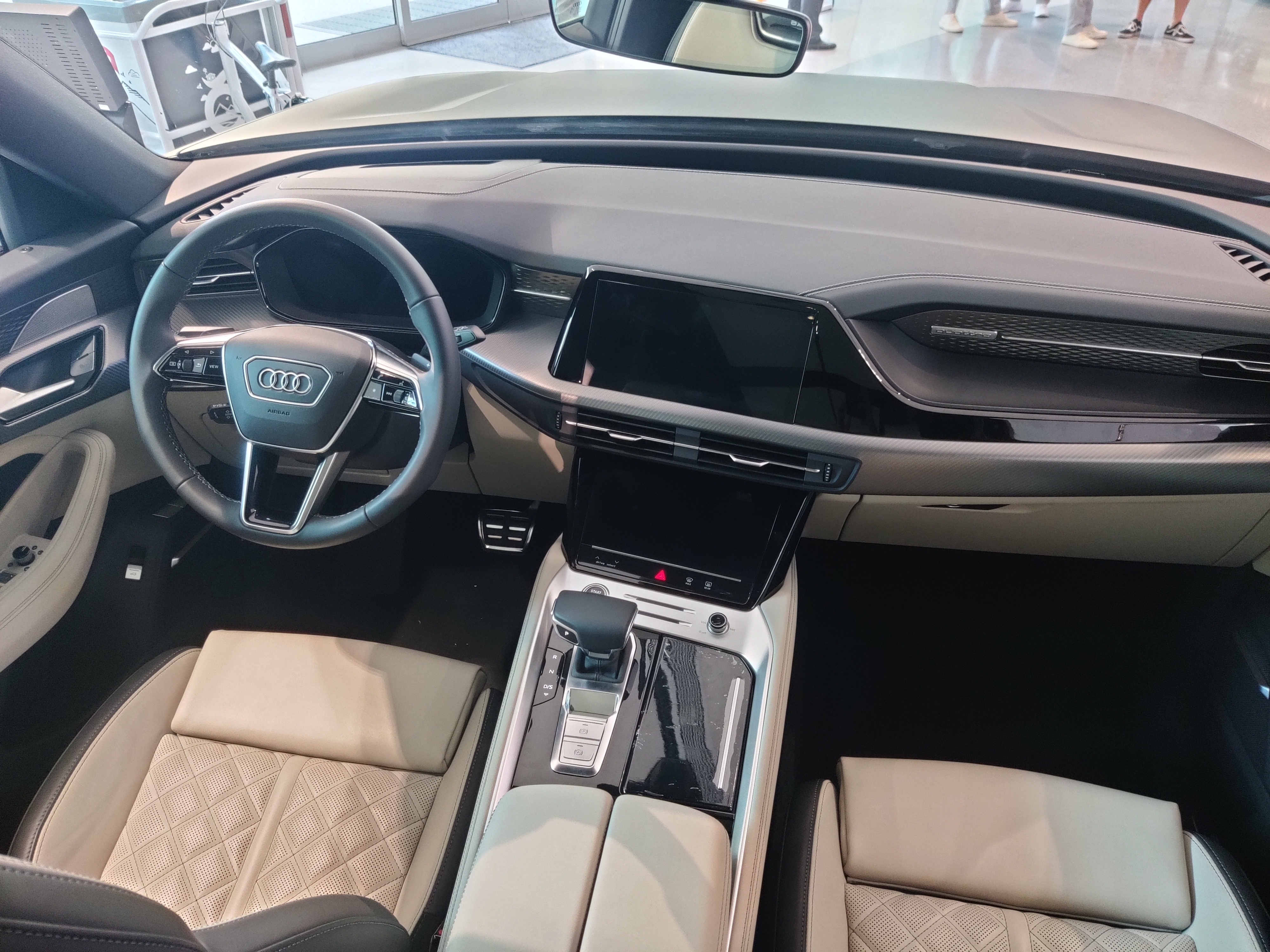
Место водителя

Audi Q6 — спортивный кроссовер от немецкого производителя автомобилей Audi. Его премьера состоялась в июле 2022 года. Осенью того же года начались продажи автомобиля. Сборка организована на заводе SAIC Volkswagen. Как и Audi Q5 e-tron, автомобиль продаётся в Китае, также поставляется в Россию.
Автомобиль производится на платформе Volkswagen Group MQB. Его длина больше, чем у Audi Q5 и Audi Q7.
По сравнению с конкурентом Volkswagen Tavendor, вместимость автомобиля составляет 7 мест. Двигатель и трансмиссия взяты у Volkswagen Teramont. Кузов напоминает цилинь.

## Двигатели
| Бензиновый двигатель внутреннего сгорания | Бензиновый двигатель внутреннего сгорания | Бензиновый двигатель внутреннего сгорания | Бензиновый двигатель внутреннего сгорания | Бензиновый двигатель внутреннего сгорания | Бензиновый двигатель внутреннего сгорания |
| Модель                                    | Объём/расположение цилиндров              | Обозначение двигателей                    | Мощность                                  | Крутящий момент                           | Трансмиссия                               |
| ----------------------------------------- | ----------------------------------------- | ----------------------------------------- | ----------------------------------------- | ----------------------------------------- | ----------------------------------------- |
| 40TFSI Quattro                            | 1984 см3 (I4)                             | EA888                                     | 231 л. с.                                 |                                           | 7-скор. DSG                               |
| 45TFSI Quattro                            | 1984 см3 (I4)                             | EA888                                     | 265 л. с.                                 | 400 Н*м                                   | 7-скор. DSG                               |
| 50TFSI Quattro                            | 2492 см3 (VR6)                            | EA390                                     | 300 л. с.                                 | 500 Н*м                                   | 7-скор. DSG                               |